# Raionul Dubăsari, județul Dubăsari
Raionul Dubăsari a fost unul din cele cinci raioane ale județului Dubăsari din Guvernământul Transnistriei între 1941 și 1944.